# Rio Brăteasca
O Rio Brăteasca é um rio da Romênia afluente do Rio Suha, localizado no distrito de Suceava.